# كسوف الشمس 1 مايو 2079
سيحدث كسوف كلي للشمس يوم الاثنين 1 مايو 2079. يحدث كسوف الشمس عندما يمر القمر بين الأرض والشمس، وبالتالي يحجب صورة الشمس كليًا أو جزئيًا عن مشاهد على الأرض. يحدث الكسوف الكلي للشمس عندما يكون القطر الظاهري للقمر أكبر من قطر الشمس مما يحجب كل ضوء الشمس المباشر، ويحول النهار إلى ظلام. تحدث الكلية في مسار ضيق عبر سطح الأرض مع كسوف جزئي للشمس مرئي فوق المنطقة المحيطة بعرض آلاف الكيلومترات. سيكون الخسوف مرئيًا في جرينلاند وأجزاء من شرق كندا (بما في ذلك نيوفاوندلاند ولابرادور ونيو برونزويك ونوفا سكوشا وجزيرة الأمير إدوارد) وأجزاء من شمال شرق الولايات المتحدة (بما في ذلك مين ونيو هامبشاير وفيرمونت وكونيتيكت ورود آيلاند وماساتشوستس. ونيويورك وبنسليفانيا ونيوجيرسي ).

## المدن المرئية
سيبدأ مسار الكلية في شرق ولاية بنسلفانيا. سيكون الكسوف الكلي مرئيًا على طول مسار فيلادلفيا ونيويورك وبوسطن وبورتلاند في الولايات المتحدة. ستكون الكسوفات الجزئية مرئية في شارلوت وريتشموند وكليفلاند وديترويت وشيكاغو وواشنطن العاصمة وبافالو. في كندا يمكن رؤية الكسوف الكلي في هاليفاكس وسانت جون، بينما يمكن رؤية الكسوف الجزئي في مونتريال وتورونتو وأوتاوا ومعظم شمال كندا. ثم يمر المسار مباشرة عبر نوك مما يجعله مرئيًا لمعظم أنحاء جرينلاند. سينتهي المسار بالقرب من مضيق بيرينغ. يمكن رؤية الكسوف الجزئي في جزء صغير جدًا من أمريكا الجنوبية وشمال أفريقيا وأوروبا وشمال آسيا (في الغالب روسيا).

## التفاصيل
دلتا تي: دقيقة واحدة، 47.3 ثانية
القدر= 1.05116
الغموض= 1.10494
جاما= 0.90808
أكبر كسوف= 01 مايو 2079 10:48: 25.6 بالتوقيت العالمي المنسق (10: 50: 12.8 بالتوقيت العالمي)
الصعود الأيمن للشمس= ساعتان و 35 دقيقة و 18.8 ثانية
ميل الشمس= 15 درجة و 12 دقيقة و 6.8 ثانية شمال خط الاستواء السماوي
الصعود الأيمن للقمر= ساعتان و 33 دقيقة و 47.0 ثانية
ميل القمر= 16 درجة، دقيقتان، 36.5 ثانية شمال خط الاستواء السماوي
قطر الشمس= 1905.2 ثانية قوسية
قطر القمر= 1989.4 ثانية قوسية
عرض المسار عند أكبر كسوف= 405.7 كم (252.1 ميل)
عرض المسار في أكبر مدة= 404.8 كم (251.5 ميل)
الكلية عند أكبر كسوف= دقيقتان، 54 ثانية، 910 ميلي ثانية
الكلية في أقصى مدة= دقيقتان 54 ثانية، 920 مللي ثانية

## كسوفات أخرى ذات الصلة

### كسوف الشمس 2076-2079
يتكرر الكسوف في دورنه كل 177 يومًا تقريبًا و4 ساعات.
| Ascending node | Ascending node                 |       | Descending node                     | Descending node |
| ساروس          | الخريطة                        | ساروس | الخريطة                             |                 |
| 119            | June 1, 2076 [الإنجليزية] جزئي | 124   | November 26, 2076 [الإنجليزية] جزئي |                 |
| 129            | May 22, 2077 [الإنجليزية] كلي  | 134   | كسوف الشمس 15 نوفمبر 2077 حلقي      |                 |
| 139            | May 11, 2078 [الإنجليزية] كلي  | 144   | November 4, 2078 [الإنجليزية] حلقي  |                 |
| 149            | كسوف الشمس 1 مايو 2079 كلي     | 154   | October 24, 2079 [الإنجليزية] حلقي  |                 |

### ساروس 149
الساروس الشمسي 149 يتكرر كل حوالي 18 سنة و 11 يومًا، يحتوي على 71 حدثًا. بدأت السلسلة بكسوف جزئي للشمس في 21 أغسطس 1664. وشهدت كسوفًا كليًا من 9 أبريل 2043 إلى 2 أكتوبر 2331. وتنتهي السلسلة عند الكسوف 71 وهو كسوف جزئي في 28 سبتمبر 2926. أطول كسوف كلي سيكون يوم 17 يوليو 2205 عند 4 دقائق و 10 ثوان.
| كسوف السلسلة                   | كسوف السلسلة                  | كسوف السلسلة                   |
| 15                             | 16                            | 17                             |
| ------------------------------ | ----------------------------- | ------------------------------ |
| January 23, 1917 [الإنجليزية]  | February 3, 1935 [الإنجليزية] | February 14, 1953 [الإنجليزية] |
| 18                             | 19                            | 20                             |
| February 25, 1971 [الإنجليزية] | March 7, 1989 [الإنجليزية]    | كسوف الشمس 19 مارس 2007        |
| 21                             | 22                            | 23                             |
| كسوف الشمس 29 مارس 2025        | April 9, 2043 [الإنجليزية]    | April 20, 2061 [الإنجليزية]    |
| 24                             | 25                            |                                |
| كسوف الشمس 1 مايو 2079         | May 11, 2097 [الإنجليزية]     |                                |

### سلسلة اينكس
هذا الكسوف هو جزء من دورة اينكس طويلة الأمد، يتكرر عند العقد المتناوبة كل 358 شهرًا سينوديًا (≈ 10571.95 يومًا، أو 29 عامًا ناقص 20 يومًا). مظهره وخط طوله غير منتظمين بسبب عدم التزامهما مع الشهر غير الطبيعي (فترة الحضيض). ومع ذلك فإن مجموعات 3 دورات اينكس (87 سنة ناقص شهرين) تقترب (≈ 1،151.02 شهرًا غير طبيعي)، لذا فإن الكسوف متشابه في هذه المجموعات.
في القرن 19:
- الساروس الشمس 140: الكسوف الكلي للشمس في 29 أكتوبر 1818.
- الساروس الشمسي 141: كسوف حلقي للشمس في 9 أكتوبر 1847.
- الساروس الشمسي 142: الكسوف الكلي للشمس في 17 سبتمبر 1876.

| أعضاء سلسلة Inex بين عامي 1901 و 2100: | أعضاء سلسلة Inex بين عامي 1901 و 2100: | أعضاء سلسلة Inex بين عامي 1901 و 2100: |
| -------------------------------------- | -------------------------------------- | -------------------------------------- |
| </br>30 أغسطس 1905 (ساروس 143)         | 10 أغسطس 1934 (ساروس 144)              | 20 يوليو 1963 (ساروس 145)              |
| 30 يونيو 1992 (ساروس 146)              | 10 يونيو 2021 (ساروس 147)              | 20 مايو 2050 (ساروس 148)               |
| 1 مايو 2079 (ساروس 149)                |                                        |                                        |

في القرن الثاني والعشرين:
- الساروس الشمسي 150: كسوف جزئي للشمس في 11 أبريل 2108.
- اساروس الشمسي 151: كسوف حلقي للشمس في 21 مارس 2137.
- الساروس الشمسي 152: الكسوف الكلي للشمس في 2 مارس 2166.
- الساروس الشمسي 153: كسوف حلقي للشمس في 10 فبراير 2195.

### سلسلة تريتوس
هذا الكسوف هو جزء من دورة تريتوس يتكرر عند العقد المتناوبة كل 135 شهرًا متزامنًا (≈ 3986.63 يومًا، أو 11 عامًا ناقص شهر واحد). مظهرها وخط طولها غير منتظمين بسبب نقص التزامن مع الشهر غير الطبيعي (فترة الحضيض)، لكن التجمعات المكونة من 3 دورات تريتوس (33 عامًا ناقص 3 أشهر) تقترب (≈ 434.044 شهرًا غير طبيعي)، لذا فإن الكسوف متشابه في هذه التجمعات.
| أعضاء السلسلة بين عامي 1901 و 2100 | أعضاء السلسلة بين عامي 1901 و 2100 | أعضاء السلسلة بين عامي 1901 و 2100 | أعضاء السلسلة بين عامي 1901 و 2100 |
| ---------------------------------- | ---------------------------------- | ---------------------------------- | ---------------------------------- |
| </br>9 سبتمبر 1904 (ساروس 133)     | 10 أغسطس 1915 (ساروس 134)          | 9 يوليو 1926 (ساروس 135)           |                                    |
| 8 يونيو 1937 (ساروس 136)           | 9 مايو 1948 (ساروس 137)            | 8 أبريل 1959 (ساروس 138)           |                                    |
| 7 مارس 1970 (ساروس 139)            | 4 فبراير 1981 (ساروس 140)          | 4 يناير 1992 (ساروس 141)           |                                    |
| 4 ديسمبر 2002 (ساروس 142)          | 3 نوفمبر 2013 (ساروس 143)          | 2 أكتوبر 2024 (ساروس 144)          |                                    |
| 2 سبتمبر 2035 (ساروس 145)          | 2 أغسطس 2046 (ساروس 146)           | 1 يوليو 2057 (ساروس 147)           |                                    |
| 31 مايو 2068 (ساروس 148)           | 1 مايو 2079 (ساروس 149)            | 31 مارس 2090 (ساروس 150)           |                                    |

### سلسلة ميتونيك
تكرر سلسلة ميتونيك الكسوف كل 19 عامًا (6939.69 يومًا) وتستمر حوالي 5 دورات. يحدث الكسوف في نفس تاريخ التقويم تقريبًا. بالإضافة إلى ذلك تكرر سلسلة اوكتون الفرعية 1/5 هذه المدة أو كل 3.8 سنوات (1387.94 يومًا). تحدث جميع الكسوفات في هذا الجدول عند العقدة الصاعدة للقمر.
| 21 حدثًا من أحداث الكسوف ، تتقدم من الجنوب إلى الشمال بين 13 يوليو 2018 و 12 يوليو 2094 | 21 حدثًا من أحداث الكسوف ، تتقدم من الجنوب إلى الشمال بين 13 يوليو 2018 و 12 يوليو 2094 | 21 حدثًا من أحداث الكسوف ، تتقدم من الجنوب إلى الشمال بين 13 يوليو 2018 و 12 يوليو 2094 | 21 حدثًا من أحداث الكسوف ، تتقدم من الجنوب إلى الشمال بين 13 يوليو 2018 و 12 يوليو 2094 | 21 حدثًا من أحداث الكسوف ، تتقدم من الجنوب إلى الشمال بين 13 يوليو 2018 و 12 يوليو 2094 |
| 12-13 يوليو                                                                            | 30 أبريل - 1 مايو                                                                      | من 16 إلى 17 فبراير                                                                    | 5-6 ديسمبر                                                                             | من 22 إلى 23 سبتمبر                                                                    |
| 117                                                                                    | 119                                                                                    | 121                                                                                    | 123                                                                                    | 125                                                                                    |
| -------------------------------------------------------------------------------------- | -------------------------------------------------------------------------------------- | -------------------------------------------------------------------------------------- | -------------------------------------------------------------------------------------- | -------------------------------------------------------------------------------------- |
| 13 يوليو 2018                                                                          | 30 أبريل 2022                                                                          | 17 فبراير 2026                                                                         | 5 ديسمبر 2029                                                                          | 23 سبتمبر 2033                                                                         |
| 127                                                                                    | 129                                                                                    | 131                                                                                    | 133                                                                                    | 135                                                                                    |
| 13 يوليو 2037                                                                          | 30 أبريل 2041                                                                          | 16 فبراير 2045                                                                         | 5 ديسمبر 2048                                                                          | 22 سبتمبر 2052                                                                         |
| 137                                                                                    | 139                                                                                    | 141                                                                                    | 143                                                                                    | 145                                                                                    |
| 12 يوليو 2056                                                                          | 30 أبريل 2060                                                                          | 17 فبراير 2064                                                                         | 6 ديسمبر 2067                                                                          | 23 سبتمبر 2071                                                                         |
| 147                                                                                    | 149                                                                                    | 151                                                                                    | 153                                                                                    | 155                                                                                    |
| 13 يوليو 2075                                                                          | 1 مايو 2079                                                                            | 16 فبراير 2083                                                                         | 6 ديسمبر 2086                                                                          | 23 سبتمبر 2090                                                                         |
| 157                                                                                    |                                                                                        |                                                                                        |                                                                                        |                                                                                        |
| 12 يوليو 2094                                                                          |                                                                                        |                                                                                        |                                                                                        |                                                                                        |